# Lopik
Lopik és un municipi de la província d'Utrecht, al centre dels Països Baixos. L'1 de gener de 2009 tenia 14.168 habitants repartits per una superfície de 78,92 km² (dels quals 3,23 km² corresponen a aigua).

## Centres de població
Benschop, Cabauw, Jaarsveld, Lopik, Lopikerkapel, Polsbroek, Polsbroekerdam, Uitweg, Willige Langerak i Zevender.

## Ajuntament
El consistori municipal consta de 15 membres, format des del 2006 per:
- CDA, 5 regidors
- PvdA, 4 regidors
- VVD, 2 regidors
- ChristenUnie, 2 regidors
- SGP, 2 regidors

## Agermanaments
- Sarsina
- Lezoux
- Grebenstein